# Kárpáti Kamil
Kárpáti Kamil (Pesterzsébet, 1929. május 4. – 2024. január 29.) József Attila-díjas magyar író, költő, esszéíró, szerkesztő, Budapest XX. kerületének díszpolgára.

## Életpályája
1943-ban jelent meg első verse. 1947–1948 között a kaposvári Berzsenyi Társaság lapjának, Somogyi Kalász irodalmi és társadalmi folyóirat szerkesztője volt. 1949-ben letartóztatták, elítélték fegyveres összeesküvés vádjával. Kistarcsán, Recsken, Vácott, Márianosztrán raboskodott. Faludy Györggyel Recsken, az Eszterházy herceggel Vácott, Pártay Tivadarral, Jónás Pállal, aki valamikor az egyetemi ifjúság kiemelkedő alakja és vezetője volt, Böszörményi Gézával Kistarcsán és Recsken is ült együtt. 1956. október 28-án szabadult. 
A Szózat szerkesztője, majd 1957-től a Fiatal Írók Stúdiójának titkára lett. 1958–1964 között a Pódium Színház szerkesztő-dramaturgja volt. Politikai okokból 1964-ig, a kegyelmi rehabilitációjáig csak külföldön jelenhettek meg versei. 1960-ban az Átlók Művészcsoport alapító tagjai között volt, és tagja is maradt 1964-ig. 1966-ban jelent meg első verseskönyve Ördöggolyó címmel. 
1976-tól az Írószövetség tagjaként tevékenykedett, ahonnan azonban 1996-ban kilépett. 1988–1992 között a Stádium című irodalmi, művészeti periodika főszerkesztője volt (annak megszűnéséig), majd a Stádium Kiadó vezetője lett. Közölni kezdte a legendás mártír költő, Gérecz Attila verseit is. 1992-ben megalapította a Gérecz Attila-díjat, amit azonban 2017-ben többen etikai okokra hivatkozva visszaadtak.
1995-ben a Füveskert című antológia felelős szerkesztőjeként adta ki „füveskertieknek” nevezett irodalmi csoportosulás (amelynek ő is tagja volt) műveit. Megannyi antológia létrejöttében meghatározó szerepe volt. 1997-ben A huszonötödik óra című új antológiával jelentkeztek a „'régi' s 'új' fiatalok”: Benyovszky Anita, Grecsó Krisztián, Nagy Cili, Pacziga Andrea, Renczes Cecília, Rózsássy Barbara, Kovács Judit, Kleinheincz Csilla aki a kötet címadó versét is írta. Kárpáti Kamil az utószóban mutatja be őket.

### Zaklatási vád
Follinus Anna költő, a Stádium Kiadó korábbi szerkesztője egy interjúban jelentette be, hogy 16 éves korától kezdődően szexuálisan zaklatta egy könyvkiadó házaspár, de nem nevezte meg az elkövetőket. A sajtó Kárpát Kamilt és feleségét, Lőkös Margitot azonosította az ügy részletei alapján, akik kiadójuk honlapján közleményben utasították vissza a vádakat, nem nevezve meg a vádlót. Az események hatására Follinus Anna mellett Oravecz Péter, Király Levente, Nagy Cili, Győrffy Ákos és Grecsó Krisztián költők is bejelentették, hogy visszaadják Gérecz Attila-díjukat.

## Művei

### Versek
Tagadhatatlan a két művész, a költő és a fotós együtt légzése – számtalan album (Káprázat Velencében (2007); Római kút (2009); Egy csepp Balaton (2012); Utcák alatti utcák – Velence (2013); Helyettesítők Velencében (2014), stb. tanúskodik szöveg és kép egymást ihlető varázsáról –, ám a „labirintus vakság” költői túlzás. Ebben a vakságban a teremtő szellem gyújt világot. Technikailag ugyan bonyolult, a líra-én műveltségélményben való tobzódását filozofikus futamokkal vegyíti a versbeszéd, de a szavaknak, képeknek, metaforáknak sodrása van. Húzó ereje.
- Ördöggolyó. Versek, 1950–1965; Szépirodalmi, Bp., 1966
- Fejek felemelésének háza. Versek. 1945–1970; szerzői, Bp., 1971
- Óceán alatti hajnal (1977)
- Ezüstöntő (1978)
- Madárszülőmnek szárnya (1980)
- Erotikus kánikula (1982)
- Ha a lónak szárnya van (válogatott, 1984)
- Farkasa gyomrában lakik (1987)
- Minden nagyság emlék (1988)
- A tengerre vetett ágy. Válogatott szerelmes versek; Stádium, Bp., 1993 (Kárpáti Kamil életmű sorozata)
- Relief egy fegyházról. Válogatott börtönversek (1993)
- A Napördög Firenzében. Itáliai versek (1994)
- Az ibolyántúli ember (1994)
- A szentek bevonulása a városba (1996)
- Szép korom. Velence, 1996 nyara; Stádium, Bp., 1996 (Kárpáti Kamil életmű sorozata)
- Hívás. Költői miniatűrök, 1947–1997 (1997)
- A tűzevő öregkora. Firenze, 1997 nyara; Orpheusz–Stádium, Bp., 1998 (Kárpáti Kamil életmű sorozata)
- Római toronyzene. 1998 nyara és 1999 tavasza Rómában; Stádium, Bp., 1999 (Kárpáti Kamil életmű sorozata)
- Ünnepély a nagy üvegverandán; Stádium, Bp., 2004 (Kárpáti Kamil életmű sorozata)
- A halhatatlanság nyomvonala. Versek, 1942–1949, 1990–2005; Stádium, Bp., 2005 (Kárpáti Kamil életmű sorozata)
- Mindannyian szomjazunk. Versek 1949–1956 börtöneiből és a hatvanas, hetvenes évekből; fotó Gí; Stádium, Bp., 2006 (Kárpáti Kamil életmű sorozata)
- Kárpáti Kamil összes versei 1-2.; Stádium, Bp., 2009
- Római kút. Gí fotói és Kárpáti Kamil versei; Stádium, Bp., 2010
- Egy csepp Balaton. Gí fotói és Kárpáti Kamil versei; Stádium, Bp., 2012
- Kárpáti Kamil–Ősz Éva: Nóka történetei. Versek és rajzok kamaszoknak; Új Átlók–Stádium, Bp., 2013
- Utcák alatti utcák. Velence, 2011–2013. Gí fotói, Kárpáti Kamil versei; Stádium, Bp., 2013
- Az ibolyántúli ember; 2. kiad.; Stádium, Bp., 2014 (Kárpáti Kamil életmű sorozata)
- Miniatűrök és nagyítások. Gí fotóival; Stádium, Bp., 2014
- Végezetül is kezdet. Noah-noah versek. Gí fotóival; Stádium, Bp., 2015
- A tenger felől. Velence, 1996–2016. Gí új és válogatott fotói, Kárpáti Kamil versei; Stádium, Bp., 2016
- Egy présház vörös borában tükröződve. Gí fotóival; Stádium, Bp., 2017 (Vers és kép)
- Szemedből rám visszanézek. Gí fotói, Kárpáti Kamil versei; Stádium, Bp., 2022

### Antológiák
- Versmondók könyve (1970-1971, 1975)
- Külvárosi jeladás (1973)
- Kinyitom az időt (1987)
- Gérecz Attila a költő – 1956 mártírja (1991)
- Béri Géza válogatott versei és novellái (szerkesztő, 1992)
- A sivatag kupolája. Balázs Eszter, Bertalan Gergely, Kulicz Gábor, Oravecz Péter, Renczes Cecilia és Szentmártoni János antológiája; szerk., előszó Kárpáti Kami; Stádium, Bp., 1994
- Füveskert 1954–1955 (társszerkesztő, Pfitzner Rudolffal, Kecskési Tollas Tiborral és Tóth Bálinttal, 1995)
- Lépcsők a csendbe. Benyovszky Anita, Iván Ivett, Nagy Cili, Oravecz Péter, Pacziga Andrea, Rózsássy Barbara, Sinkó Kriszta és Szentmártoni János költői antológiája; szerk., utószó Kárpáti Kamil; Stádium, Bp., 1996
- Huszonötödik óra. Benyovszky Anita, Grecsó Krisztián, Kleinheincz Csilla, Kovács Judit, Nagy Cili, Pacziga Andrea, Renczes Cecília és Rózsássy Barbara költői antológiája; szerk. Kárpáti Kamil; Stádium, Bp., 1997
- Holdfény utca tizenhat (2000)
- Sorsod művészete. Gérecz Attila versei és utóélete; szerk. Kárpáti Kamil; Stádium, Bp., 2001
- Kövek szülnek virágot (2002)
- Vesztőhely és menedék (2003)
- Új Átlók évkönyve (2004)
- Sorsod művészete 2. Gérecz Attila versei és utóélete; szerk. Kárpáti Kamil; Stádium, Bp., 2006
- Kerülve az aranymetszést (2008)
- Toronyzene. Átlók, új átlók, reneszánsz. Antológia; szerk. Kárpáti Kamil; Stádium, Bp., 2009
- A találkozás kapuja. Átlók, új átlók, stádium. Antológia; szerk. Kárpáti Kamil; Stádium, Bp., 2011
- Sorsod művészete 3. Gérecz Attila versei és utóélete; szerk. Kárpáti Kamil; Stádium, Bp., 2014
- Sorsod művészete 4. Gérecz Attila versei és utóélete; szerk. Kárpáti Kamil; Stádium, Bp., 2016

### Regények
- Kísértet! Kísértet! (1979)
- Trombitás Ali cirkusza (1980)
- Trombitás Ali és a gyerekrablók (1982)
- Égjáró Trombitás Ali (1985)
- Hogyan kezdődik a szerelem / Bonzó, a szívkirály! (1988, 2009)
- A menyasszony vetkőztetése (1991, 2010)
- Az Isten háta fekete I-III. (1999–2003)
- Kakastavi szívkirályok. Kisregények; Stádium, Bp., 2001
- Káprázat Velencében. Gí fotói és Kárpáti Kamil velencei versei, regényrészletei; Stádium, Bp., 2007
- Trombitás Ali trilógia; Stádium, Bp., 2010 (Kárpáti Kamil összes prózái)
- Próbaakasztás. Elbeszélések, regényrészletek; 2. kiad.; Új Átlók–Stádium, Bp., 2016

### Esszék
- A néma páva (1994)
- Az összelappadt víztömlő, Gábriel arkangyal és Európa szelleme. Esszék; Stádium, Bp., 2000 (Kárpáti Kamil életmű sorozata)
- Fehér könyv. Gérecz Attila utóéletéről (2002)
- Végezetül is kezdet (2005)
- "Örök arcunk". Nosztalgia versek 1956-ról. Versek, esszék Ötvenhatról. Gérecz Attiláról; Stádium, Bp., 2006
- Nyitott átjáróház. A szerző válogatása életművéből; Trikolor, Bp., 2006 (Örökségünk)
- Gaál Imre világa; Stádium, Bp., 2010
- Kárpáti Kamil összes prózái, 1-2.; Stádium, Bp., 2011–2012
- Helyettesítők Velencében; fotó Gí; Stádium, Bp., 2015
- Ahogy nézed. Képzőművészeti esszék; Stádium, Bp., 2015 (Kárpáti Kamil összes prózái)
- Költő és kritikusa a századvégen. Kárpáti Kamil és Rajnai László levelezése; Stádium, Bp., 2016
- Válogatott esszék; Stádium, Bp., 2016
- Az ismeretlen leírása. Levélesszék, kritikák, gnómák; Stádium, Bp., 2017 (Kárpáti Kamil összes prózái)
- Levél egy fiatal püspökhöz; fotó Gí; Stádium, Bp., 2018 (Vers és kép)
- A fonal fölfejtése. Kárpáti Kamil nyílt levele Sipos Lajoshoz a Magyar Irodalomtörténeti Társaság elnökéhez. A költészet tulajdonságai nélküli ember által sajtó alá rendezett és szerkesztett Gérecz Attila összes művei kritikai kiadásának bírálata; Stádium, Bp., 2019

### Elbeszélések
- Életem legnagyobb szarvasbogara Három elbeszélés / Próbaakasztás / Életem legnagyobb szarvasbogara / Ötvenhét hét; Stádium, Bp., 2003

## Díjai
- A Művészeti Alap Irodalmi Díja (1990)
- Bölöni György-díj (1990)
- clevelandi József Attila-díj (1990)
- József Attila-díj (1992)
- A Magyar Köztársasági Érdemrend tisztikeresztje (1992)
- Pesterzsébet díszpolgára (2001)
- Magyarország Babérkoszorúja díj (2012)